# 佐藤真希子
佐藤 真希子（さとう まきこ、1977年11月6日 - ）は日本の投資家。独立系ベンチャーキャピタルである株式会社iSGSインベストメントワークス（iSGS Investment Works Inc.）／チャレンジパートナーズ 代表パートナー。ベンチャーキャピタリストとして18年間で4万人以上の起業家と会い、100社以上に投資に実行。株式会社サイバーエージェント新卒一期生出身。夫は株式会社スペースマーケット代表取締役CEOの重松大輔。

## 経歴
東京都生まれ。東京都立竹早高等学校、清泉女子大学文学部国文学科（現：日本語日本文学科）を卒業。
2000年（平成12年）株式会社サイバーエージェントに入社、上場前のサイバーエージェントに、新卒一期生だった。インターネット広告事業本部に配属し、5年半担当（2年半は管理職）。管理職に就いたのは女性で初だった。
2002年（平成14年）同社にてベストプレイヤー賞（MVP）を受賞。同社営業部門では初の女性マネージャーとなり、営業に加え採用・組織構築において同社の事業拡大に寄与。
2005年（平成17年）株式会社ウェディングパークへ出向。同社のビジネスモデル構築、営業部門の立ち上げ、及び新規事業の立案・実行を行う。
2006年（平成18年）株式会社サイバーエージェント・ベンチャーズへ出向。国内のシード・アーリーステージのベンチャー企業を対象とした投資事業に従事する。
2016年（平成28年）6月、株式会社iSGSインベストメントワークスを設立、取締役 代表パートナーに就任。独立系ベンチャーキャピタルにおける日本初の女性代表パートナー。
2022年（令和3年）6月、トーヨーカネツ株式会社社外取締役に就任（現任）。同年『Forbes JAPAN』の「日本のVC業界で活躍する女性15人の1人」に選出。
2023年（令和4年）11月、株式会社iSGSインベストメントワークス代表取締役 兼 代表パートナーに就任。同年、堀江貴文の投資番組にレギュラー出演スタート（現任）。
2024年（令和5年）2月、日本ベンチャーキャピタル協会の理事に就任。同年、広島県にチャレンジパートナーズを設立。
現在、経済産業省J-Startup推薦委員、東京都データ活用推進委員、日本ユースリーダー協会評議委員、文部科学省科学技術・学術政策局産業連携・地域支援部会委員、文部科学省次世代アントレプレナー育成事業（EDGE-NEXT）推進委員、城南信用金庫評議委員などを務める。

## 人物
- 趣味はサウナとスナック[10]
- 三児の母[4]。2025年現在、長女（16歳）、長男(13歳)、次男（10歳）。夫は株式会社スペースマーケット代表取締役CEOを務める重松大輔。2008年に結婚[11]。
- 家族の価値観は義母の影響を受けている。義母は4人の子どもを育てながら教師として定年まで勤め上げた女性で「子どもは3人以上になると、コミュニティができて1人よりもラクよ」と言われた言葉に感銘を受けた[6]。
- 大学時代はチアリーディング部に力を入れた[6]。
- 座右の銘は無し。インタビューで「その時々で楽しそう、いいなと思ったことをなるべく素直にやれるように努力しています。普段生活していると、いろいろ忙しいことを言い訳にやりたいことや興味を持ったことをやれないので。特に『座右の銘』は意識していません」と答える[6]。
- 2016年から全国の小学校で「スタートアップベンチャーと資金調達」に関する特別授業をライフワークとして行っている[12]。

## ビジネス逸話
- 1号ファンドは約25億円を集めた。事業会社出身のGP3人で立ち上げたファンドで、事業を理解できることを強みにした[2]。
- 現在はスタートアップ支援だけでなく大企業の新規事業支援、アントレプレナー教育、メガNPOの経営支援など、世界に誇れる日本の新たな産業創出と挑戦者の育成と応援を行う「チャレンジパートナーズ」を広島県神石高原町に設立[9]。

## 出演
- 堀江貴文「メイクマネーサバイブ」（NewsPicks、2023年～ ） - レギュラー[13]

## 書籍
- 『ワーママ』5年目に読む本（光文社、2017年4月18日）- 協力[4]　ISBN 978-4334979232